# Menneus
Menneus es un género de arañas araneomorfas de la familia Deinopidae. Se encuentra en  África subsahariana.

## Lista de especies
Según The World Spider Catalog 12.0:
- Menneus affinis Tullgren, 1910
- Menneus camelus Pocock, 1902
- Menneus tetragnathoides Simon, 1876
- †Menneus pietrzeniukae Wunderlich, 2004